# Eli Sjursdotter
Eli Sjursdotter är en norsk-svensk dramafilm från 1938 i regi av Arne Bornebusch och Leif Sinding.
Filmen utspelar sig år 1719, under det stora nordiska kriget. Manuset är baserat på Johan Falkbergets roman Eli Sjursdotter som utkom 1913.

## Handling
Året är 1719. Eli, dotter till norrmannen Sjur räddar livet av den svenske karolinen Per Jonsa, och de förälskar sig i varandra. Det finns dock ett hinder för deras kärleksrelation. Fadern Sjur gillar inte svenskar.

## Om filmen
När exteriörfilmningarna skulle påbörjas 1 april 1938 i Tydalsfjällen med 200 karolinerutklädda statister utbröt en kraftig snöstorm så fotografen Hans Scheib, chefsfotograf vid Leni Riefenstahls olympiafilm, behövde inte använda de flygplansmotorerna som medförts för att simulera snöstormen.

## Rollista (i urval)
- Sten Lindgren - Per Jonsa, karolin
- Sonja Wigert - Eli Sjursdatter/Eli Sjursdotter
- Henrik Schildt - Jussi Nilsfolk/Jussi Nissfolk, karolin från Finland
- Sven Magnusson - Hans Hansson, karolin från Hälsingland
- Ingjald Haaland - Sjur Halgutusvein, Elis far
- Arne Lindblad - Sølv-Sima/Silver-Sima, gårdfarihandlare
- Ottar Wicklund - Tor Norlien, en ung storbonde
- Tryggve Larssen - Kobberkløveren/Kopparklövjaren
- Johan Falkberget - karolin[3]

## Musik i filmen
- Marcia Carolus Rex, kompositör Wilhelm Harteveld. instrumental.
- Stycke, piano, op. 32. Frühlingsrauschen, kompositör Christian Sinding. instrumental.
- Elis sang, kompositör Jolly Kramer-Johansen, sång Elsa Munthe-Kaas som dubbar Sonja Wigert
- Nynnevisa, kompositör Jolly Kramer-Johansen, sång Elsa Munthe-Kaas som dubbar Sonja Wigert
- Intermesso, kompositör Jolly Kramer-Johansen. instrumental.
- Vinjesange. Vaaren (Vinjesånger. Våren), kompositör Edvard Grieg, text Aasmund Olafsen Vinje. instrumental.
- Sjurs død, kompositör Jolly Kramer-Johansen. instrumental.
- Ett folk. Nr 2, Sverige, kompositör Wilhelm Stenhammar, text Verner von Heidenstam[4]